# 마법과고교의 열등생
《마법과고교의 열등생》(일본어: 魔法科高校の劣等生 마호카 고코노 렛토세이[*])은 사토 츠토무(佐島勤)의 일본의 라이트 노벨 및 온라인 소설이다. 일러스트는 이시다 카나(石田可奈)가 담당했다.

## 개요
웹소설 연재 사이트 '소설가가 되자'에서 2008년 10월 12일부터 연재되었던 온라인 소설이다. 이 사이트에서 누계 3000만 PV 이상, 누계랭킹 1위를 달성했다. 2011년 3월 11일에는 전격문고에서 출판 예정이 발표되었다. 온라인 소설 전격문고에서 출판되는 것은 " 소드 아트 온라인 "에 이어 두 번째 사례로 온라인 소설 출판화에서 상업작가 데뷔는 전격문고에서는 처음 있는 일이다. 담당편집 미키 카즈마, 일러스트는 캐릭터담당 이시다 카나외에 메카닉 디자인을 지미 스톤, 컬러 코디네이터를 스에나가 야스코가 담당한다. 2012년 4월, 제1권부터 제5권까지 누적 발행부수는 120만부이다. 한국어판은 정발되지 않았다.
2014년 4월부터 TV 애니메이션화되어 방영되고 있다.
2020년 2기 방영이 결정되었다.

## 극우·혐한 논란
내용 중 한국이 중국에 병합되고, 고려자치구가 대마도를 침공·학살한다는 내용과, 일본은 자위대가 아닌 정규군을 보유하고 있으며 이름이 일본 제국군인 점, 주인공이 TNT 20메가톤 수준의 공격으로 진해항을 날려 버렸지만 미화 일색인 내용으로 인해 극우·혐한 논란이 있는 작품이다.

## 등장인물

### 제1고교
관동 지방의 마법과고등학교, 소재지는 도쿄 서쪽 외곽.
시바 타츠야 (司波 達也 しば たつや）
주인공. 1학년 E반 남학생 (2과생). 풍기위원회 소속. 키는 175cm(성장중), 근육질이지만 옷입으면 말라보이는 타입. 외모는 평범 (주변 평가에 따르면, 중상 정도).
시바 미유키 (司波 深雪 しば みゆき)
히로인. 1학년 A반의 여학생 (1과생). 주인공의 여동생. 타츠야와 같은 학년이지만, 쌍둥이가 아니라 연년생 (타츠야가 4월생, 미유키가 3월생)이다.

#### 1학년 E반
사이조 레온하르트(西城 レオンハルト)
1학년 E반 남학생. 주인공의 클래스메이트이자 친구. 통칭 레오.
치바 에리카(千葉 エリカ)
1학년 E반 여학생. 주인공의 클래스메이트이자 친구. 미키히코와는 소꿉친구.
시바타 미츠키(柴田 美月)
1학년 E반 여학생. 주인공의 클래스메이트이자 친구.
요시다 미키히코(吉田 幹比古)
1학년 E반 남학생. 주인공의 클래스메이트이자 친구.

#### 1학년 A반
미츠이 호노카(光井 ほのか)
1학년 A반 여학생. 미유키의 클래스메이트이자 그녀의 친구.
키타야마 시즈쿠(北山 雫)
1학년 A반 여학생. 미유키의 클래스메이트이자 그녀의 친구.
모리사키 슌(森崎 駿)
1학년 A반 남학생. 미유키의 클래스메이트.

#### 학생회·풍기위원회
사에구사 마유미(七草 真由美)
3학년 A반 여학생 (1과생).
학생회장. 미유키와 같이, 제1고교 입학시 수석으로 돌파한 재녀.
와타나베 마리(渡辺 摩利)
3학년 여학생, 풍기위원장 (1과생)
쥬몬지 카츠토(十文字 克人)
3학년 남학생, 부활동부장 (1과생)
이치하라 스즈네(市原 鈴音)
3학년 여학생 (1과생)
핫토리 교부쇼죠 한조(服部 刑部少丞 範蔵)
2학년 남학생,학생회 부회장 (1과생).
나카조 아즈사(中条 あずさ)
2학년 여학생 (1과생)
타츠미 코타로(辰巳 鋼太郎)
3학년 C반 남학생 (1과생)
사와키 미도리(沢木 碧)
2학년 D반 남학생 (1과생)

### 십사족관계자

#### 십사족(十師族)

##### 요츠바가(四葉家)
요츠바 마야(四葉 真夜)
십사족 요츠바가의 현당주. 타츠야와 미유키의 이모.
아오키(青木)
십사족 요츠바가의 재무를 담당하는 서열 제4위의 집사.
하야마(葉山)
십사족 요츠바가의 필두집사.
시바 미야(司波 深夜)
타츠야와 미유키의 친모로, 혼전성은 요츠바. 고인.
사쿠라이 호나미(桜井 穂波)
미야의 가디언. 고인.
사쿠라이 미나미(桜井水波)
"사쿠라(桜)"시리즈의 2세대.
쿠로바 아야코(黒羽亜夜子)
타츠야의 사촌동생.
쿠로바 후미야(黒羽 文弥)
아야코의 쌍둥이동생

##### F.L.T. (포 리브스 테크놀러지) 관계자
시바 타츠로(司波 龍郎)
타츠야와 미유키의 친부.
시바 사유리(司波 小百合)
타츠야와 미유키의 계모.
우시야마(牛山)
FLT, CAD개발 제3과 연구주임.

### 그외 인물
코코노에 야쿠모(九重 八雲)
타츠야와 하루카, 카자마를 사사하고있는 고명한 "인술(忍術)사용자"로 "인술(忍術)"이라는 고식마법의 전승자. 스스로를 "마법사"대신 "시노비(忍び)"라고 호칭하는 것을 좋아한다.
츠카사 하지메(司 一)
반마법활동을 하는 정치결사 "블랑슈"의 일본지부의 리더를 맡고있는 남성.
키타야마 우시오(北山 潮)
시즈쿠의 아버지로, 대부호인 키타야마가의 당주."북방의 조수"라는 닉네임을 사용하고있다.

## 용어
마법(魔法)
"초능력"이라고도 불렸던 선천적인 능력의 사용법을 "마법식"으로 체계화하여, 소질있는 사람이 사용할 수 있도록 하였다. 마법식을 작성하는 과정이 추가되기 때문에 초능력이 가진 속도를 어느정도 희생하는 대신, 범용성을 얻었다는 것이 특징이다.
마법은 현상에 수반되는 정보체를 개변할뿐, 현상 그 자체를 일으키는 건 아니다. 가령 종이분자의 운동에너지를 마법으로 개변시켜 점화하는 것은 가능하나, 종이자체를 아무것도 없는 공간에서 만들어내는 것은 불가능하다. 마법은 물리법칙을 벗어나지만 무관계하지는 않고, 물리 법칙에 거역하지 않는 형태로 발동되는 마법은 그렇지 않은 마법에 비해 적은 힘으로 큰 사상개변을 일으킬 수있게된다. 또한 물리법칙에 반하는지 여부와 상관없이 사상개변의 규모와 간섭도가 클수록 난이도가 높은 마법이며, 마법사에 큰 부담을 준다.
현대마법은 사회적으로 인지된뒤 약1세기에 걸쳐 체계화되고, 그 중에서도 물질적인 사상개변을 일으키는 것은 작용 면에서 "가속・가중(加速・加重)" "이동・진동(移動・振動)" "수렴・발산(収束・発散)" "흡수・방출(吸収・放出)" 네계통 여덟가지로 분류하고 계통마법이라고한다. 다만, 이것은 작용면에서 분류이므로, 물질적인 것이 아닌 다양한 정신적인 현상을 일으키는 마법을 계통외마법(系統外魔法), 대상 에이도스를 재작성하지 않고 사이온 자체를 조작하는 것을 목적으로 하는 마법을 무계통마법(無系統魔法), 초감각・ESP라고도 불리는 지각기관외인지력을 지각계마법(知覚系魔法)이라고 구분하고있다.
또한, 위의 분류는 어디까지나 CAD의 사용을 전제로 한 이른바 현대마법의 분류이며 다른 절차,방법으로 유사한 사상개변을 일으키는 기술도 존재한다. 그런것들에는 고식마법(古式魔法)이라하여 현대마법과 구분하고있으며, 인술(그중에서도 단순한 신체적 능력이 아닌 오의에 해당하는 것들)이나 정령마법으로 불리는 것들이 이에 해당한다. 현대마법과 고식마법은 일장일단이 있으며, 이를테면 정면에선 체계화된 CAD에 의해 고속화된 현대마법쪽이, 지각외의 기습등에는 은밀성과 마법의 발동좌표의 모호성에 의해 고식마법쪽이 우위를 점한다는 것.
에이도스(個別情報体)
현상을 수반하는 사이온정보체를 지칭한다. 현대마법학에서 마법을 사용하는 것은 에이도스를 개변하는 것으로, 그 본체의 사상(현상)을 개변하는일을 말한다.
에이도스는 이데아라고 불리는 정보체차원에 존재한다고 알려져있다. (에이도스),(이데아)라는 용어는 그리스철학에서 유래하나, 사상적으로는 관계가 없다.
사이온(想子)
심령현상 차원에 속하는 비물질입자로, 인식이나 사고결과를 기록하는 정보소자. 마법사가 CAD로부터 읽어내는 기동식, 사상개변의 작용을 가지는 마법식, 현상(사상)에 수반하는 정보체(운동량, 무게, 형태등)는 모두 사이온정보체이다. 이전에는 마법식에의한 사상개변의 효율이낮고, 기동식으로부터 마법식을 구축하는 속도가 현저히 떨어졌기 때문에, 사이온의 보유량이 마법사를 평가하는데 중요한 요소였다. 현대에는 기동식이나 마법식, CAD의 진보등으로, 마법사의 사이온보유량이 문제가 되는일은 없다.
작중에서, 마법사가 보유하는 사이온을 "마법력"이라고 표현하기도 하지만, 용법으로서는 속어에 해당.
프시온(霊子)
사이온과 같이 심령현상 차원에 속하는 비물질입자로, 사이온과는 달리 사이온과는 달리 의사나 사고를 낳는 정동(情動)을 만들어내는 입자라고 생각되고있지만, 정확하게는 파악되지 않고있다. 감수성이 특히 예민한 사람은 자주 이 프시온의 활동에 의해 생기는 비물리적인 빛인 영자방사광(霊子放射光)에 과민한 반응을 보이기도 하며, 이러한 증상(다만, 병이라고 말하는 것은 아니다)을 "영자방사광과민증(霊子放射光過敏症)"이라고 부른다.
패러사이트(Parasite)
paranormal parasite(초상적 기생생물)의 약칭. 요정,악마,진,데몬등으로 각각의 나라에서, 각각의 개념으로 불리던 것들중, 사람에게 기생해 사람을 인간 이외의 존재로 만들어 버리는 마성의 총칭.
코코노에 야쿠모의 의견으론 '인간의 정신활동이 유래한 독립정보체'. 그 존재는 오래전부터 여러 가지 형태로 발견되고 있었으나, 실체를 파악하지는 못한 미지의 정보생명체로 아직 파악하지 못한 미지의 영역에서 모종의 원인으로 흘러들어온다고 추측되고있다. 그 실체는 프시온 덩어리의 독립정보체, 감염된 대상은 신체능력과 마법능력이 크게 향상되는걸로 보인다. 기생체라고 하지만 기본적인 개체본능(종의 보존, 생존)을 제외하곤 숙주의 퍼스널리티에 전적으로 의존한다고 밝혀졌다. 작중에선 퇴치중이던 패러사이트가 '인간형가사보조로봇(HHH, 3H)'에 잠복하다 호노카의 타츠야에 대한 '당신의 것이 되고싶어요'라는 강한 상념에 의해 활성화되어, 이후 타츠야의 명령에 복종하는 기계생명체로 각성하기도 한다.
프시온 덩어리의 독립정보체라 타츠야의 능력으로 보는 것은 가능해도 실체를 분석하는 건 불가능해 본체에 직접 '분해'를 사용할 수 없다. 단, 미유키의 정신구조간섭계 능력 같이 프시온차원의 정보체에 영향을 주는 공격은 통하는듯 하다.
마법력(魔法力)
마법사가 가지는 재능인 마법의 "처리속도" "연산규모" "간섭강도"의 3가지를 종합한것.
이 "마법력"이야말로 마법사에 대한 국제적인 평가기준이 되기도하기 때문에, 타츠야를 비롯한 2과생(위드)을 1과생(불룸)과 차별하는 기준이 되기도 한다.
마법연산영역(魔法演算領域)
마법사가 가진 정신기능의 일부. 이것이 마법이라는 재능의 본체에 해당. 마법사는 마법연산영역을 의식적으로 사용하는게 가능하지만, 이 기능은 무의식영역에 존재하기 때문에, 입력한 기동식과 변수를 마법식으로서 출력처리하는 과정을 의식할 수는 없다. 인간의 정신기능은 현대과학이나 마법학으로도 미해명부분이 많아 마법사 자신에게 있어서도 블랙박스 같은 존재라고 할 수 있다.
선천적으로 타고난것이여서 원칙적으론 후천적으로 획득하는 것은 불가능하다고 알려져있다.
인조마법사실험
요츠바가의 현 당주인 마야가 계획한 마법적 재능이 없는 사람에게 마법적 재능을 인공적으로 부여한다는 것으로, 본래라면 후천적으로 획득하는 것이 불가능한 마법연산영역을 인공적으로 심어 마법사를 양성한다는 계획. 하지만 "마법연산영역"은 무의식 영역에 존재하는 정신기능의 일종이기에 일반적인 시술로 인공적으로 부여하는 건 불가능하며, 이러한 시술이 가능한건 "정신구조간섭"계의 마법을 사용할 수 있는 마법사가 아니면 할 수 없다. 현재 정신구조간섭계 마법이 사용 가능한 사람은 없는걸로 알려져있으며, 고 시바미야 즉, 현 당주의 쌍둥이 언니이자 타츠야남매의 친모가 유일한 능력자였다고 알려져있으며 10년전에 자신의 아들을 대상으로 이 실험에 참여했었다.
마법식(魔法式)
사상(현상)에 수반하는 정보를 개변하기위한 사이온정보체. 대상에 작용해 에이도스를 고쳐쓰는 것으로 인해 사상개변이 일어난다. 다만, "세계"부터 복원력이 작용하기 때문에, 마법식의 개변효과는 영속적이진 않고, 장시간 대상에 마법을 작용시키기 위해선 마법식의 갱신이 지속적으로 이루어지지 않는이상 원상태로 돌아가게된다. 또한, 원칙적으로 마법식은 마법식에 간섭할 수 없으며, 종료조건이 충족되지 않는이상, 가령 대항마법을 사용해도 마법식자체는 시간경과에 의해 자연소멸할때까지 대상 에이도스에 잔류한다.
기본코드가설(基本コード仮説)
"가속","가중""이동""진동""수렴""발산""흡수""방출"의 4계통 8종에 대응한 블러스와 마이너스, 합계 16종류의 기본이되는 마법식이 존재하고 이 16종류를 조합하는 것으로 모든 계통마법이 구축가능하다는 이론. 이 기본이 되는 마법식을 "기본코드"라고 부른다. 이 기본코드는 작용력 그 자체를 발생시키는 마법식이라고도 할 수 있어 현재 발견된것은 키치죠우지 신쿠로(吉祥寺真紅郎)가 발견한 "가중계통 - 플러스 코드 -" 뿐.
기동식(起動式)
"마법식"의 설계도가되는 프로그램. 현대마법에선 마법식을 구축하기위한 전자적 데이터인 기동식을 CAD에 압축해 보존하고있다. 현대마법을 사용하는 마법사는 CAD에 사이온을 보내고 CAD가 돌려준 사이온의 신호를 시동식으로 읽어내 변수와 함께 마법연산영역에 입력한후 마법식으로 출력한다.
변수(変数)
마법을 사용하는 상황은 항상 다르기 때문에, 기동식에는 대상의 좌표, 사상개변강도, 마법의 종료조건 혹은 지속시간등의 몇개의 요소가 전혀 기술되어있지 않는다. 이러한 부분은 마법사가 마법을 실제로 행사할때, 상황에 따라 언어나 수식, 영상등에 의해 강하게 이미지하는 것으로 추가입력할 필요가 있어 이 추가 데이터를 변수라 부른다. 마법의 용도에 의해, 이러한 수치의 일부를 정수로서 기동식에 짜넣어, 다양성을 희생하는 대신 마법식의 구축속도를 올리는 테크닉도 자주이용되고있다. 일반적으로 변수화된 항목이 적은 기동식만큼 처리의 부담이 적고, 뒤에 언급할 특화형CAD의 조준보조시스템은 마법 발동대상의 에이도스의 좌료정보를 자동취득해 기동식에 짜넣음으로서 마법사측의 부담을 경감시켜 처리속도를 앞당기기위한것.
마법기능사(魔法技能師)
실용레벨로 마법을 사용할 수 있는 사람. 약칭이 "마법사". 실용레벨로 마법을 사용할 수 있는 중고생은 연령별 인구비로 대략 1/1000. 성인이 된후에도 실용레벨을 유지할 수 있는 사람은 더욱 적어 그중에서도 1/10이하. 이런 이유로 마법사는 사회적 지위가 높은 엘리트이다. "실전"레벨의 마법력을 가지고있는 사람은 훨씬 적다.
인술사 같은 고식마법을 사용하는 사람들은, 스스로를 "마법사"라 하기보단 "시노비"등의 독자적인 호칭을 가지는일도 적지 않다.
BS마법사(BS魔法師)
BS는 (Born Specialized)의 줄임말로, BS능력자, 혹은 선천적 특이능력자, 선천적 특이마법기능자라고 불린며, 마법으로서 기술화가 힘든 이능에 특화된 능력자를 지칭한다.
'BS만 할줄아는' 등으로 비하하는 경우도 있지만, 특성이 직무와 잘 어우러지면 통상의 마법사보다 더 뛰어난 공적을 남기는 사람도 많다.
마법공학기사(魔法工学技師)
마법기능사 중에서도 마법기구를 만들고 조정등을 실시하는 기술자를 부르는 호칭. 약칭 "마공사" 혹은 "마공기사". 마법기능사에 비해 사회적인 지위가 낮지만, CAD조정 하나만해도 마공사 없이는 불가능하며, 일류 마공사의 수입은 일류마법사도 능가할 정도.
CAD(씨에이디)
술식보조연산기(術式補助演算機) -Casting Assistant Device- 의 약침. 디바이스, 어시스턴스, 법기 등으로 불리기도 한다.
감응석이라고 불리는 사이온신호와 전기신호를 상호변환하는 합성물질이 내장된 마법의 발동을 보조하는 기계. CAD 없이도 마법은 발동할 수 있지만, CAD를 사용했을 경우에비해 마법의 발동속도가 극단적으로 저하되므로, 마법사에게 있어서 CAD는 필수장치. 마법과고교의 실기 시험도 CAD를 사용한 마법의 규모,강도,속도가 주된 평가대상이다. CAD중에서도 많은 기동식(마법계통을 불만하고, 최대 99종)을 인스톨 가능한 범용형CAD와 적은기동식(동일계통 마법만, 최대9종)밖에 인스톨 할 수 없지만, 마법 발동속도가 뛰어난 특화형 CAD가 있어, 그형상은 밴드형, 휴대폰형, 반지형, 권총형등 다양하다. 특화형은 보통 그 성질상 공격적인 마법이 인스톨되어있는 경우가 많다.
현대마법의 우위성을 상징하는 마법발동보조도구이나, 정밀기계이기 때문에 사용자의 사이온파 특성에 맞춘 튜닝으로 대표되는 세세한 유지보수가 필요한점으로 인해, 고식마법의 전통적인 보조도구에 뒤떨어지는 면이있다. 이 때문에 하드・소프트의 양측면에서 사용자나 용도에 맞춘 커스터마이징이 필수로 여겨진다.
또 특정 무기와 CAD를 접속해, 그 무기의 본래의힘(관통력, 절단력등)을 강화하는 마법행사에 특화시킨것을 "무장일체형CAD" 혹은 "무장디바이스"라고 부른다. 타츠야가 만든 "소우츠렌(小通連)이 이에 해당.
실버 호른
타츠야가 소유한 특화형 CAD의 모델명. "실버 호른"이라는 속칭으로 불리고있다.
타츠야가 우시야마와 함께 "토러스 실버"의 이름으로 세상에 내놓은 특화형 CAD모델. 루프캐스트 시스템으로 불리는 마법이 중단되지 않도록 연속적으로 발동하는 기술에 최적화되어있어, 최소한의 마법력으로 부드럽게 마법을 발동할 수 있는 점을 포함해 매우 고평가되고있다. 특히 경찰 관계자 사이에서 인기를 끌고있어 현재 시판모델임에도 불구하고 프리미엄이 붙어 거래되고있을 정도. 이 모델의 개발에 의해, 국내CAD메이커중에서도 원래 완성품보다 마법공학 부품으로 유명했던 FLT를 특화형 CAD메이커로서의 지명도를 더하게 만들어줬다.
소우츠렌(小通連)
타츠야가 설계하고, 우시야마가 만든 검형무장디바이스로 동명의 마법이 입력되어있다.
도신을 두개로 나눌 수 있고, 분리한 부분과 남은부분의 상대위치를 경화마법으로 고정, 칼의 몸체를 날린다고 하는 구조. 도신을 보이지 않는 역장에서 연장한것과 같은 효과가 있다.
사실상 레오를 위해 만들어진 무장디바이스로, 9교전 모노리스 신인전에서 레오가 활약하는데 크게 일조한 기체.
소서리 부스터
국제범죄 신디케이트 "무두룡(NoHeadDragon)이 개발,공급하고있던 CAD의 일종. 마법사의 대뇌를 재료로 독일의 기술을 기반해 개발되었다고 추측되고있는 대용품으로, 마법식의 설계도를 제공할 뿐아니라, 설계도를 바탕으로한 마법식의 구축과정을 보조하는 기능도 겸비한다(타츠야는 이것을 "증설메모리"라고 평가했다). 마법사가 본래 가지고있는 캐퍼시티를 넘는 규모의 마법식구축을 가능케 하지만, 재료에 인간의 뇌가 사용된 이유로 인도적 측면에서 널리쓰이진 못하고 사실상 "무두룡"의 독접공급상태.
다만, 이 부스터는 잔류사념의 영향에 의해 한종류의 마법밖에 사용할 수 없고, 그 종류의 결정은 뇌의 적출직전 고통등의 일정한 격정을 주는 식으로 컨트롤이 가능한걸로 추측되고 있다.
대항마법(対抗魔法)
상대의 마법적인 간섭을 방해하는 마법의 총칭. 그 효과와 종류는 여러 가지가 있으나, 대항마법의 효과는 어디까지나 외관상 대상마법을 소멸시키는 것만으로 무효화된 마법의 마법식은 변함없이 대상의 에이도스에 잔류하게 된다.
캐스트 재밍
안티나이트라 불리는 특수하고 희소한 광물을 이용한 대항마법. 마법식이 대상물의 에이도스에 작용하는 것을 방해하는 마법으로, 무의미한 사이온파를 대량으로 살포하는 것으로 마법식이 에이도스에 작용하는 프로세스를 저해한다. 다만 발동에는 4계통 모든 마법을 방해할 수 있는 사이온노이즈를 발생시키는 것이 필수불가결한데 전술한 안티나이트는 사이온을 주입하는걸로 이러한 사이온노이즈를 만들어낼 수 있는 물질. 이론상 안티나이트를 이용하지 않고 발동하는게 가능하다고하지만, 여러조건상 통상적으론 불가능. 더불어 안티나이트가 현대기술로도 재현이 불가능한 일종의 오파츠(ooparts)이며, 산출지가 지극히 한정되어서, 일반마법사에게는 인연이 없는 대항마법이다.
타츠야는 이 이론을 바탕으로, 두개의 CAD를 동시 사용할 때 발생하는 사이온끼리의 간섭을 이용하는 형태로 안티나이트 없이 특정마법의 발동을 방해하는 기술을 짜냈다.
정보강화(情報強化)
대상물의 에이도스의 일부 혹은 전부를 복사해, 그것을 마법식으로 대상에 투사하는 것으로 에이도스의 가변성을 억제하는 대항마법. 정보강화가 이루어진 에이도스는 강화된 속성(예를 들면 위치정보 등)에대한 상대로부터의 에이도스의 개서에 영향을 받기 어렵다. 복사한 에이도스를 "에이도스 스킨"이라고 부른다.
마법사는 무의식중에 스스로의 몸을 에이도스 스킨으로 보호하기 때문에, 마법사의 육체구조 그자체에 마법을 걸어 손상시키는 것은 매우 어렵다.
영역간섭(領域干渉)
일정영역에 대해 '자신이 그 영역에 간섭하고있다', '사상이 개편되지 않는다'라고 정의된 내용만을 갖게한 마법식을 작용시키는 것으로 그 영역내에서의 다른사람의 마법발동을 방해하는 대항마법. 다른 마법사가 그 영역내에서 마법을 발동하려 할 때 위에 서술한대로 그 공간에 작용중인 자신의 정의내용의 간섭력이 상극을 일으키므로 결과적으로 상대의 마법발동을 방해한다.
다른 마법사가 그 영역내에서 마법을 발동시키기 위해선 영역간섭을 전개한 술자의 간섭력을 웃도는 간섭력으로 마법을 작용시켜야만 한다. 사용하기 위한 전제조건상 술자에게는 높은 간섭력이 요구된다. 또 이 마법을 자신을 중심으로 상대적인 거리를 고정한 일정범위에 한정에 전개한 이동형을 가리켜 "간섭장갑"이라고 부른다.
술식해체(術式解体),그램 데몰리션
사용자가 거의 없다고 말해지는 초고등대항마법. 명칭은 "마법기록(마기그람)을 분쇄(데몰리슈)한다"에서 유래.
구조는 압축된 사이온의 덩어리를 이데아를 경유하지 않고 대상물에 직접 부딪쳐 폭발시켜 거기에 쓰여진 기동식이나 마법식이라는 사이온정보체를 날려버린다는 것. 사상개변을 위한 마법식으로서의 구조를 가지지 않은 사이온포탄이기에 영역간섭이나 정보강화로는 막지못하고, 포탄자체의 압력 때문에 캐스트재밍의 전파도 닿지 않는다. 또, 물리적 작용은 전혀 없기 때문에 어떤 장애물이라도 방해가 되지 않으며, 강력한 사이온파동으로 요격하던가 가이온의 벽을 곂곂이 세워 방어진을 쌓아올리는 방식으로 무효화 할 수 있다. 사정거리가 짧다는 점 외에는 결점이 없는, 현재 실용화된 대항마법중에서는 최강이라고 불리는 무계통마법이나, 보통마법사는 하루종일 짜내도 소용없을 정도의 압도적인 사이온을 요구하기 때문에 사용할 수 있는 사람은 극히 적다.
술식해산(術式解散),그램 디스퍼션
마법의 본체인 마법식을 의미없는 사이온정보체로 분해해버리는 것으로, 온갖마법을 가리지 않고 무효화하는 환상의 대항마법.
마법식은 그 성질상 그 정보구조가 노출되어 있고, 마법식 그 자체를 대상으로한 간섭을 막을 수 없기 때문에, 술식의 해체와 대등한 최강의 대항마법으로 여겨진다. 다만, 마법식을 분해하기 위해서는 발동까지의 제로콤마초 정도의 순간에 그 정보구조를 파악하지 않으면 안되기 때문에, 단순한 데이터 덩어리에 지나지 않는 마법식을 일순간 읽어내어 파악하는 건 일반적으로 불가능. 따라서 미리 사용될 술식을 알고있는 테스트 상황이라면 몰라도, 실전에선 불가능하다는 것이 일반적인 생각이다.
타츠야는 보는 것만으로 대상의 정보구조를 파악하는 "정령의 눈"을 가지고있기 때문에 자신의 고유마법의 조준을 직접 마법식에 맞추는식으로 이 대항마법을 자유자재로 다룰 수 있다.
심령존재사역마법(心霊存在使役魔法)
SB (Spiritual Being) 마법의 약칭. 정력, 식신, 사역마, 영수등의 비물질 존재를 사역하는 계통외마법의 총칭으로 고식마법의 일종.
정령(精霊)
"존재"와 떨어져 이데아의 바다를 돌아다니는 "독립된 비물질존재가된 정보체"또는 "독립정보체". 또는 분류상 명칭 그대로 SB (Spiritual Being)라고 불린다. 본체는 프시온에 의해서 구성되어 있어 비활성 상태로 잠복하고있는 정령을 현대마법사가 발견하는 것은 매우 어렵다.
이 존재를 사역해 행사하는 각종마법을 총칭해 "정령마법"이라 부른다. 속도와 자유도면에서는 현대마법보다 뒤떨어질지 모르지만, 개변에 대한 저항을 받기 어렵고, 한정된 사상개변이라면 현대마법보다 적은힘으로 대규모의 효과를 얻을 수 있다.
전자금잠(電子金蚕)
유선회선을 통해 전자기기에 침입, 고도의 기술병기를 무력화시키는 SB마법. 프로그램 본체는 아니고 출력되는 전기신호에 간섭해 개찬하는 설질을 가지기 때문에 OS종류나 안티바이러스 프로그램의 유무와 상관없이 전자기기의 동작을 무력화 시킬 수 있다.
작중에서는 "무두룡"에의한 9교전의 방해공작에 사용되었다.
플래시 캐스트
요츠바가의 인닉기술중 하나로, 그 내용은 세뇌기술의 응용으로서 기억영역에 기동식을 이미지기억으로 새겨넣어 CAD대신 기억영역으로부터 기동식을 읽어들이는 방식으로 기동식의 전개,읽는시간을 생략한다는 기술. 인공마법사인 타츠야의 경우 의식내의 연산영역을 갖는 특성을 살려 이 기술을 더욱 발전시켜, 기억영역에 마법식도 이미지기억으로 저장하는 식으로 마법식의 구축시간조차 생략이 가능하도록해 연산영역의 스피드부족을 보충하고있다.
CAD를 사용하지 않고도 신속한 마법발동이 가능케하는 기술이지만, 인도적 문제 때문에 정규군에서는 채택이 불가능한 기술.
물론, 타츠야는 이기술이 적용가능한것은 5공정의 마법까지라고 미츠키에게 말한적이 있지만, 대화의 정황상 진실이 아니며, 사실상 거의 모든 단일계통 마법에 대해 발동이가능하다. 다만, 어디까지나 이 기술로 가능한것은 기동식의 기술내용을 재현하는 것이므로 SB마법과 같이 특수한 마법을 자유롭게 다루는 것은 할 수 없다.
전략급 마법사 와 전략급 마법
세계에 공식적으로 13명, 비공식적인 수를 포함해도 50명이 되지 않는 마법사들을 말한다, 작중 언급된 마법사는 총 7명, 밝혀진 사람은 5명이다
1. USNA 국가공인 전략급 마법사 3명

안젤리나 시리우스: 안지 시리우스라는 닉네임을 가진 금발 소녀, 작중엔 리나 라고 불리며 USNA(그냥 북미연합정도) 스타즈소속 십사족인 쿠도가의 쿠도 레츠의 동생의 손녀로 작중 언급, 전략급 마법의 이름은 [헤비-메탈-버스트], 중금속을 고 에너지 플라즈마로 변화시켜, 기체화를 거쳐 플라즈마 화할 때 압력상한과 양 이온 사이의 전자적 척력을 더욱 증폭해서 광범위하게 흩뿌리는 마법. 나머지 둘은 알레스카 기지와 국외의 지브롤터 기지에 배속되어 있다고 작중 언급되어 있다.
1. 브라질 밀겔-디어스 의한 전략급 마법 [싱크로 라이너 핵융합], 작중 언급만 되었고 방식은 밝혀지지 않음
2. 대사연합의 류은덕 (8권 - 추억편)의 오키나와 방어전에 나오는 인물로 오키나와를 침공하려 했음. 고인
3. 일본내 전략급 마법사 둘

이츠와 미오(五輪 澪): 전 세계적으로 공표된 13명의 전략급 마법사중 한명으로 일본 정부가 대외적으로 공표한 일본내의 유일한 전략급 마법사.선천적으로 허약, 사용하는 전략급 마법의 이름은 [심연(어비스)], 반경 수십미터에서 수km에 걸쳐, 수면을 구면(球面)상태로 함몰시키는 마법. 본래는 수전 전용이지만 지하수를 가지고 발동하여 지상에 큰 피해를 주는게 가능하다고 작중 언급.
오오구로 류우야(가명): 시바 타츠야의 가명이다, 마고열을 아는 사람이라면 시바 타츠야는 모르지 않을테니 넘어가고, 그의 전략급 마법 이름은 [마테리얼 버스트], 위성과 연결된 서드 아이로 탄환을 발사한 후 탄환을 그의 능력으로 분해 한 후 에너지로 변환, 핵병기에 버금가는 파괴력을 지님. 작중 사용은 오키나와 방위전과 작열의 핼러윈 두차례.
2과생
마법과고교는 국가로부터 예산이 책정되는 국책학교이며, 일정한 성과가 요구되고있다. 마법의 재능은 심리적인 원인으로도 손쉽게 없어져버리며, 사춘기에는 특히 그런경향이 현저한데, 매년 그러한 원인으로 마법과고교의 학생 역시 마법력을 잃어 퇴학하는 경우가생긴다. 그것을 위한 보결요원이 2과생이라고 알려져있다. 2과생은 1과생과달리, 교사로부터 마법실기의 개별저도를 받을 수 없다. 1과생은 2과생보다 평균적으로 마법성적이 우수하며, 이런 이유로 2과생은 1과생에 비해 차별대우를 받는일이 비일비재하다.
하지만, 1과생과 2과생의 구별은 어디까지나 실기수업의 형편상 실기테스트의 성적으로 나눈것 뿐이며, 2과생제도 자체도 마법과고교의 정원을 확충하는 과정에서 연도도중 추가모집된 학생을 지도할 수 있는 충분한 수의 마법교사를 확보할 수 없었기 때문으로, 고육지책으로 진급할 때까지는 집중적으로 이론을 가르치고, 실기를 2학년부터... 라는 의도였으나, 끝끝내 교사의 확보를 하지못해 추가모집된 학생들이 2학년이 되어서도 실기를 사사받는 일은 이루어지지 못했고, 이것이 "보결"이라는 오해를 받은채 유지되온것. 물론 이런 내막을 알고 있는 사람은 극히 드물다.
위드
제1고교내에서 2과생을 지칭하는 비하적 호칭. 제1고교의 교복 디자인상, 1과생의 가슴에는 8장의 꽃잎모양의 엠블럼이 붙어있으나, 2과생의 엠블럼에는 그것이 없기에, 1과생이 자신의 엠블럼의 모습을 따 "블롬(Bloom)"이라 부르고, 2과생을 꽃이 피지 않는 잡초에 비하해 "위드(Wid)"라고 부른다. 학칙상으론 2과생에대한 차별대우에 해당하는 발언으로 금칙사항이며, 풍기위원의 적발대상이기도하나 실제로 이때문에 처벌된 학생은 없는듯하다.
실상, 이 구분의 유래가된 엠블럼이 2과생의 교복에 없는 것은, 마법과고교의 정원을 확충하는 과정에서 정부의 조급증 때문에 연도중에 추가모집한 학생들의 제복이 발주처의 미스로 엠블렘의 자수가 없는 상태로 준비돼버린 일 때문으로, 어른의 사정상 2과생제도에대한 오해와 더불어 교정되지 않은채 지금까지 유지되온것. 이러한 내막을 아는 사람은 역시 극소수.
토러스・실버
FLT전속으로 이름이외에는 알려진게 없는 "실버 호른"을 시작으로 일반적으로 불리는 "실버모델"을 시장에 내놓고있는 베일에쌓인 천재마공사. 그 정체는 타츠야(미스터 실버)와 주임 우시야마(미스터 토러스) 이인.
소프트쪽은 타츠야가 하드쪽은 우시야마를 포함한 FLT CAD개발 제3과가 맡고있으며, 마법을 중단되는 일 없이 연속적으로 발동케 하는 "루프 캐스트 시스템"의 실용화를 필두로 특화형 CAD의 기동식 전개속도를 20퍼센트나 향상시키거나 비접촉형 스위치의 오인식율을 3퍼센트에서 1퍼센트 미만으로 낮추는등, 눈부신 성과를 계속올리며 CAD업계 나아가 마법계의 상식을 차례로 뒤집고있다. FTL의 지명도를 급상승시킨 주인공.
스우지츠키(数字付き)(넘버스)
일본에서는 뛰어난 마법적 소질을 가진 마법사의 가계는 관례적으로 숫자를 포함한 성씨를 가지고있다. 숫자의 대소가 실력에 직결하는 것은 아니지만, 성씨에 숫자가 들어가는 것은 (마법사의 재능이) 혈통의 영향이 크다는 것을 의미하기 때문에, 마법사로서의 역량을 어느정도 추측하는 기준이된다. 이런이유로 숫자가 붙은 성씨를 가지는 아래와같은 10사족및 사보18가와 백가의 주류를 총칭해 "스우지츠키"라는 은어로 불리고있다.
십사족(十師族)
일본 최강의 마법사집단. 표면상의 권력을 가지지 않는 대신, 막후에서 불가침과 동일한 권력을 손에넣었다.
28개의 가계로 구성된 "사족회의"에서 4년에 한번씩 개선되며, "이시대에 가장 강력한 (우수한..이 아니다) 마법사를 많이 배출한" 순서로 선택된 10개의 가계가 10사족을 자칭한다. 선택되지 못한 나머지 18개의 가계가 사보18가(しほじゅうはっけ)가되어, 10사족을 보좌한다.
현재 십사족은 「이치죠(一条)」 「후타키(二木)」 「미츠야(三矢)」 「요츠바(四葉)」 「이츠와(五輪)」 「무츠즈카(六塚)」 「사에구사(七草)」 「야시로(八代)」 「쿠도(九島)」 「쥬몬지(十文字)」로 구성되어있다. - 1부터 10까지의 숫자가 갖추어진건 십사족이라는 서열이 결성된뒤 처음으로, 과거에는 - 10개의 숫자중 중복,결번이 발생했었다. 현재 십사족은 요츠바가와 사에구사가 두가문이 가장 큰 발언력을 가지고있으며, 쥬몬지가 3번째로 영향력을 가지고있다. 또한 현재 사보 18가에는「一之倉」「一色」「二階堂」「二瓶」「三日月」「五頭」「五味」「六角」「六郷」「六本木」「七宝」「七夕」「七瀬」「八朔」「八幡」「九鬼」「九頭見」「十山」의 18개 가문이있다.
백가(百家)
10사족 다음으로 우수한 마법사를 배출한 가계의 총칭.
백가(百家)라는 명칭은 100개의 가문이 있다는 것이 아니라, 위계상 10의 위계다음은 100의 위계라는 시시한 익살같은 것으로, "10사족 다음가는 위계의 집안"을 뜻한다.
본류와 지류(방계)로 나뉘고있어, 본류를 구성하는 치요다(千代田), 치바(千葉), 이소리(五十里)등의 가계의 이름앞에는 11이상의 숫자가 들어가있다.
스우지오찌(数字落ち)(엑스트라)
"엑스트라 넘버즈"의 약칭.
일찍이 마법사가 병기이자 실험체였을 무렵, "성공사례"로서 숫자를 얻은 마법사가, "성공사례"에 적당한 성과를 보이지 못할 때 숫자를 박탈당한 마법사에게 찍힌 낙인같은 것으로. 현재는 스우지오찌라는 호칭을 공식적으로 사용하는 것을 금하고있으며, 스우지오찌라는 이유로 차별대우하는 것을 마법사 커뮤니티에서는 중대한 불법행위로 간주하고있다.

## 만화

### 마법과고교의 열등생(魔法科高校の劣等生)
きたうみつな가 작화를 맡는 원작 스토리 라인을 따르는 만화판이다. 월간 G판타지(月刊Gファンタジー)에서 2012년 1월부터 연재.

### 마법과고교의 우등생(魔法科高校の優等生)
시바미유키의 시점에서 풀어나가는 모리 유우 작화의 스핀오프 만화다. 월간 코믹전격대왕(月刊コミック電撃大王)2012년6月호부터 연재.